# Artashumara
Artashumara fue un rey de Mitani que reinó supuestamente en la primera mitad del siglo xiv a. C.
Era hijo de Shuttarna II, pero no se sabe nada de su reinado. En realidad, ni siquiera se sabe a ciencia cierta si llegó a reinar, o fue simplemente un pretendiente al trono. En cualquier caso, si llegó al trono, sería por muy breve plazo. Fue asesinado, y sería sucedido por su hermano Tushratta.